# Kessel (België)
Kessel is een deelgemeente van de gemeente Nijlen in de Belgische provincie Antwerpen (arrondissement Mechelen). Kessel was een zelfstandige gemeente tot aan de gemeentelijke herindeling van 1977.

## Benaming
De benaming Kessel zou een vervorming zijn van het oude Kassele en nog oudere Castrum. Dit laatste verwijzende naar een Romeins legerkamp, gelegen langs een Romeinse baan lopende van Vilvoorde over Nijlen naar Kasterlee.

## Geografie

### Kernen
In Kessel bevinden zich twee kernen: Kessel-Dorp (het oorspronkelijke Kessel en Kessel-Station (Kessel-Statie).

## Bezienswaardigheden
- Sint-Lambertuskerk — in de 14de en 15de eeuw gebouwd uit wit zandsteen. Van de vroege middeleeuwen tot 1930 waren de hooggotische kerk en zijn voorgangers een belangrijk bedevaartsoord voor de streek.[2] De toren werd nog in de Tweede Wereldoorlog gerestaureerd nadat hij in 1940 opgeblazen was door het Belgische leger om de Duitsers een uitzichtpunt te ontnemen. In de kerk bevinden zich twee zeer waardevolle biechtstoelen uit 1778 en een oude preekstoel.
- Pastorie van Kessel
- Onze-Lieve-Vrouw Koningin van de Vredekerk
- Christus Salvatorkapel aan de Liersesteenweg
- Voormalig gemeentehuis — gebouwd in 1907–1908 naar een neogotisch ontwerp van Edward Careels.
- Fort van Kessel
- Kasteel Kesselhof aan de Bogaertsheide
- Goorkasteel
- Kasteel de Biest
- Vredehof — een door Fernand Geyselings aangelegde tuin van een hectare groot met bolgewassen zoals narcissen, tulpen en hyacinten. Het Vredehof was jaarlijks in april geopend, maar bleef vanaf 2009 gesloten na Geyselings' overlijden.
- Stenen Molen
- Boerenkrijgmonument

## Natuur en landschap
Kessel ligt tussen de Kleine Nete en de Grote Nete op een hoogte van 4 tot 10 meter.
In Kessel ligt het provinciaal domein de Kesselse Heide. In het dal van de Kleine Nete vindt men het natuurgebied Steenbeemden dat onderdeel uitmaakt van het natuurgebied Kleine Netevallei.

## Demografische ontwikkeling
- Bronnen:NIS, Opm:1806 tot en met 1970=volkstellingen; 1976 = inwoneraantal op 31 december

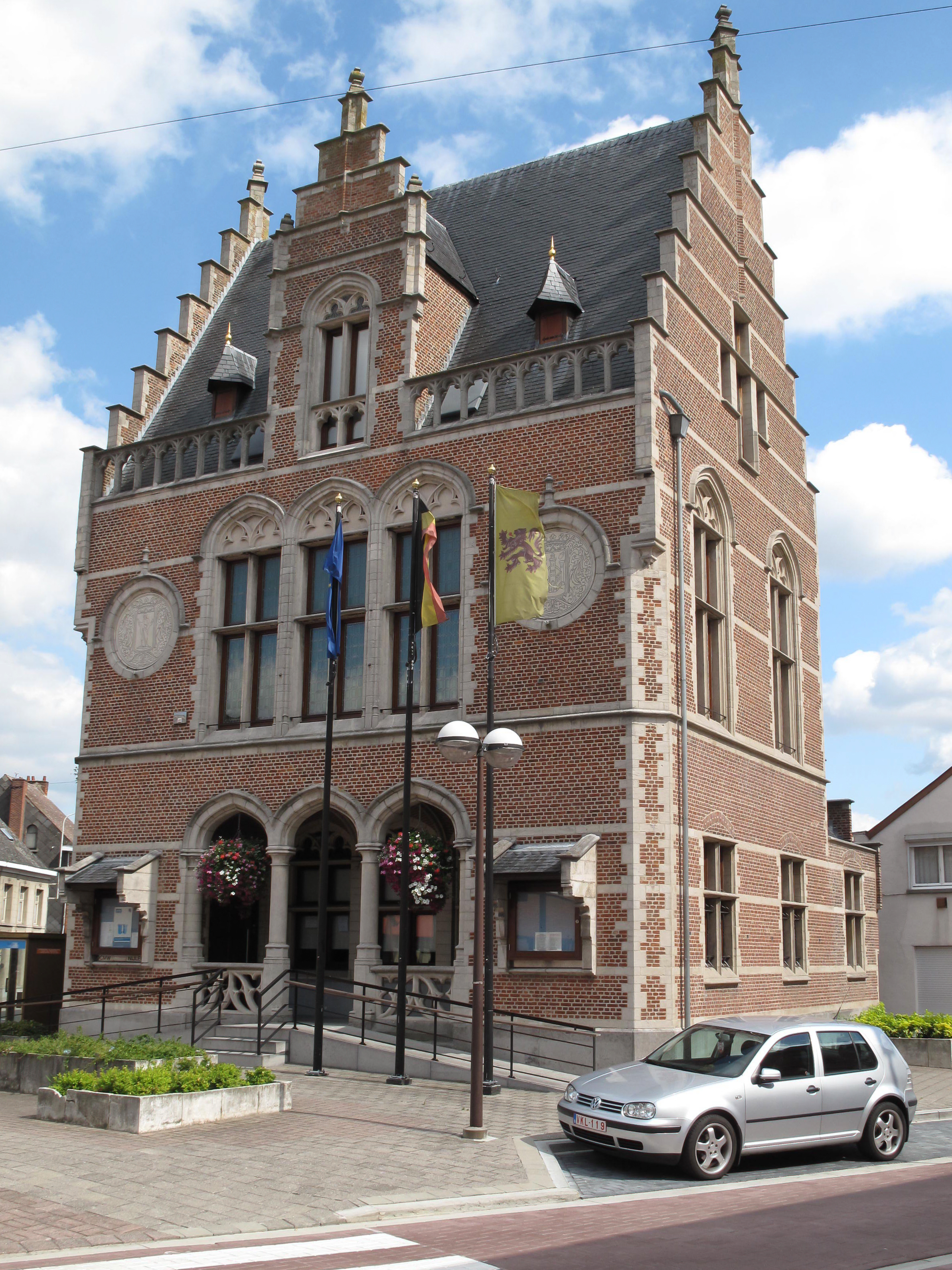
Oud gemeentehuis

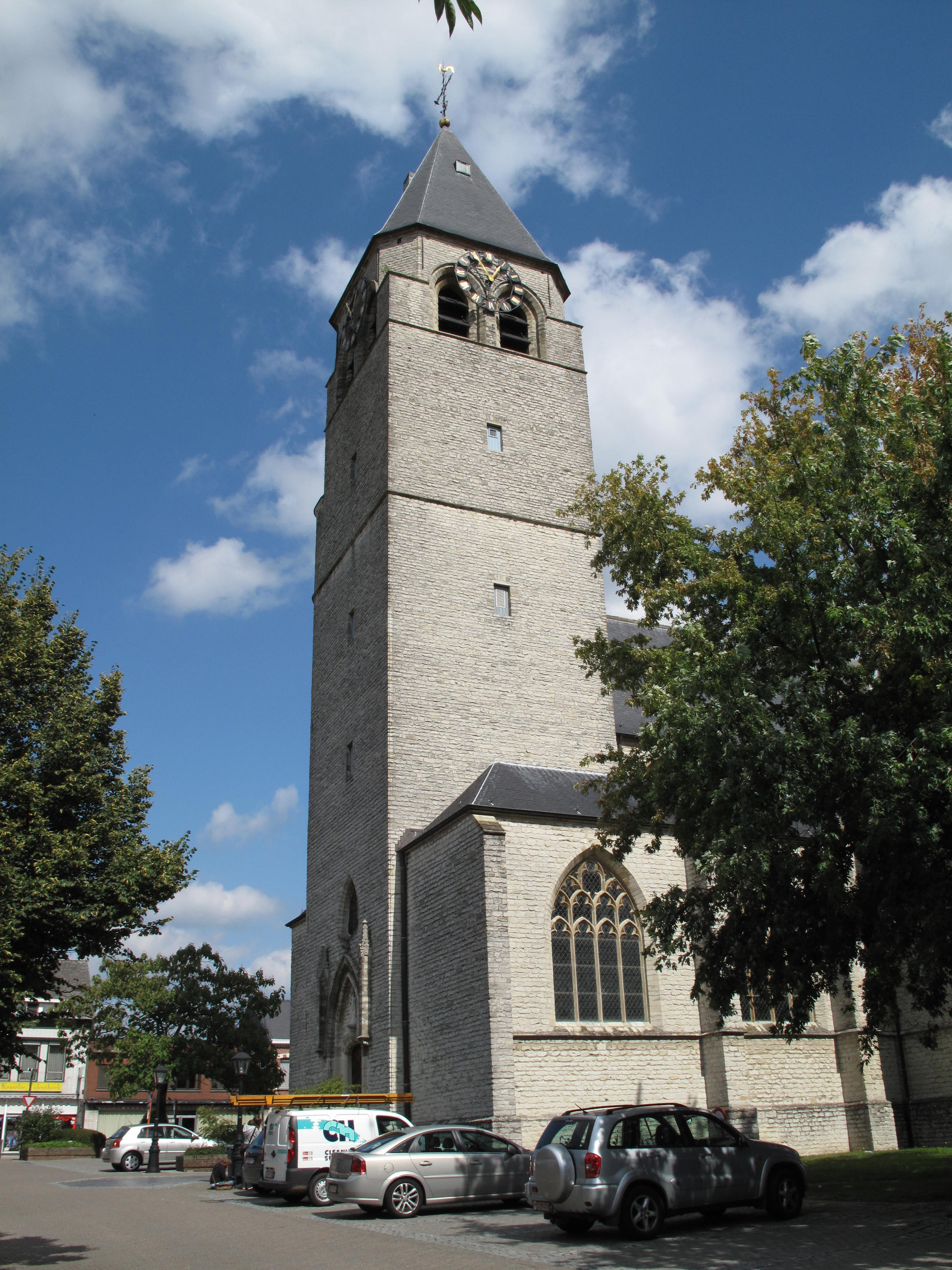
Sint-Lambertuskerk

## Mobiliteit
Kessel beschikt over een stopplaats voor treinen, de s33-trein Antwerpen Centraal - Lier - Mol (rijdt enkel op weekdagen) de IC-trein Antwerpen Centraal - Lier - Turnhout ( stopt op weekdagen niet in Kessel, Nijlen, Bouwel) stoppen in Station Kessel. Het station werd geopend in 1894 en zorgde ervoor dat zich ten noorden van de dorpskern een nieuwe kern ontwikkelde: Kessel Station of in de volksmond ook wel Kessel-Statie genoemd .

## Bekende inwoners
- Lodewijk Smits (1878-1964), politicus
- Fons Van Brandt (1927-2011), voetballer
- Greta Dielens (1942), politicus
- Fernand Geyselings (1929-2008), volksvertegenwoordiger voor Agalev en tuinman
- Pommelien Thijs (2001), actrice en zangeres
- Arthur Vermeeren (Lier 2005), voetballer

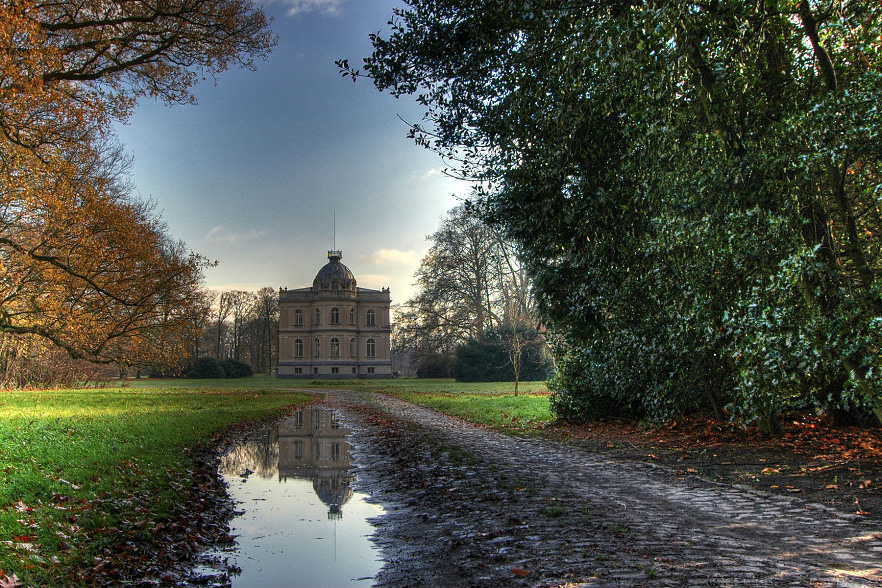
Kesselhof

## Nabijgelegen kernen
Emblem, Lier, Nijlen, Bevel, Berlaar
Deelgemeenten: Bevel · Kessel · Nijlen

Deelwijken: Bevel Heikant · Boshoek (Nijlen) · Kessel Station · Kesselse Heide · Kruiskensberg · Lillo (Nijlen)

Belgische gemeenten · Arrondissement Mechelen · Antwerpen · Vlaanderen